# Emma Fuhrmann
Emma Cate Fuhrmann (sinh 15 tháng 9 năm 2001) là một diễn viên và người mẫu người Mỹ. Emma bắt đầu việc diễn xuất từ năm lên 5. Vai diễn đáng chú ý đầu tiên của Emma là trong phim The Magic of Belle Isle (2012) trong vai Finnegan O'Neil. Đây là vai chính đầu tiên của Emma, đóng cùng Morgan Freeman và Virginia Madsen. Phim được đạo diễn bởi Rob Reiner. Emma cũng đóng trong phim của Warner Brothers Kỳ nghỉ chết cười (2014), cùng với Adam Sandler và Drew Barrymore phim được đạo diễn bởi Frank Coraci.